# Pilibhit (Distrikt)
Der Distrikt Pilibhit (Hindi पीलीभीत जिला, Urdu ضلع پیلی بھیت) ist ein Distrikt im nordindischen Bundesstaat Uttar Pradesh in der historischen Region Rohilkhand. Verwaltungssitz ist die Stadt Pilibhit.

## Geographie und Klima
Pilibhit gehört zu den wenigen Distrikten Uttar Pradesh mit signifikantem Waldanteil. Nach einer Schätzung aus dem Jahr 2018 sind etwa 800 km² der Distriktfläche (23 %) von Wald bedeckt. Die durchschnittliche Höhe über dem Meeresspiegel beträgt 172 m. Das Klima ist subtropisch heiß mit einer Jahresmitteltemperatur von 25,5 °C (maximal 36,8 °C im Sommer und minimal 14,5 °C im Winter). Es gibt vier Jahreszeiten: die Zeit des Südwestmonsuns, die typischerweise von der zweiten Juniwoche bis zur dritten Septemberwoche dauert und mit durchschnittlich 70 Regentagen und 1085 mm Niederschlag knapp 90 % des Jahresniederschlags (1242 mm) aufweist, die Zeit des Nordostmonsuns (Oktober bis Dezember), der Winter (Januar bis März) und der Sommer (April bis Mai).

## Geschichte

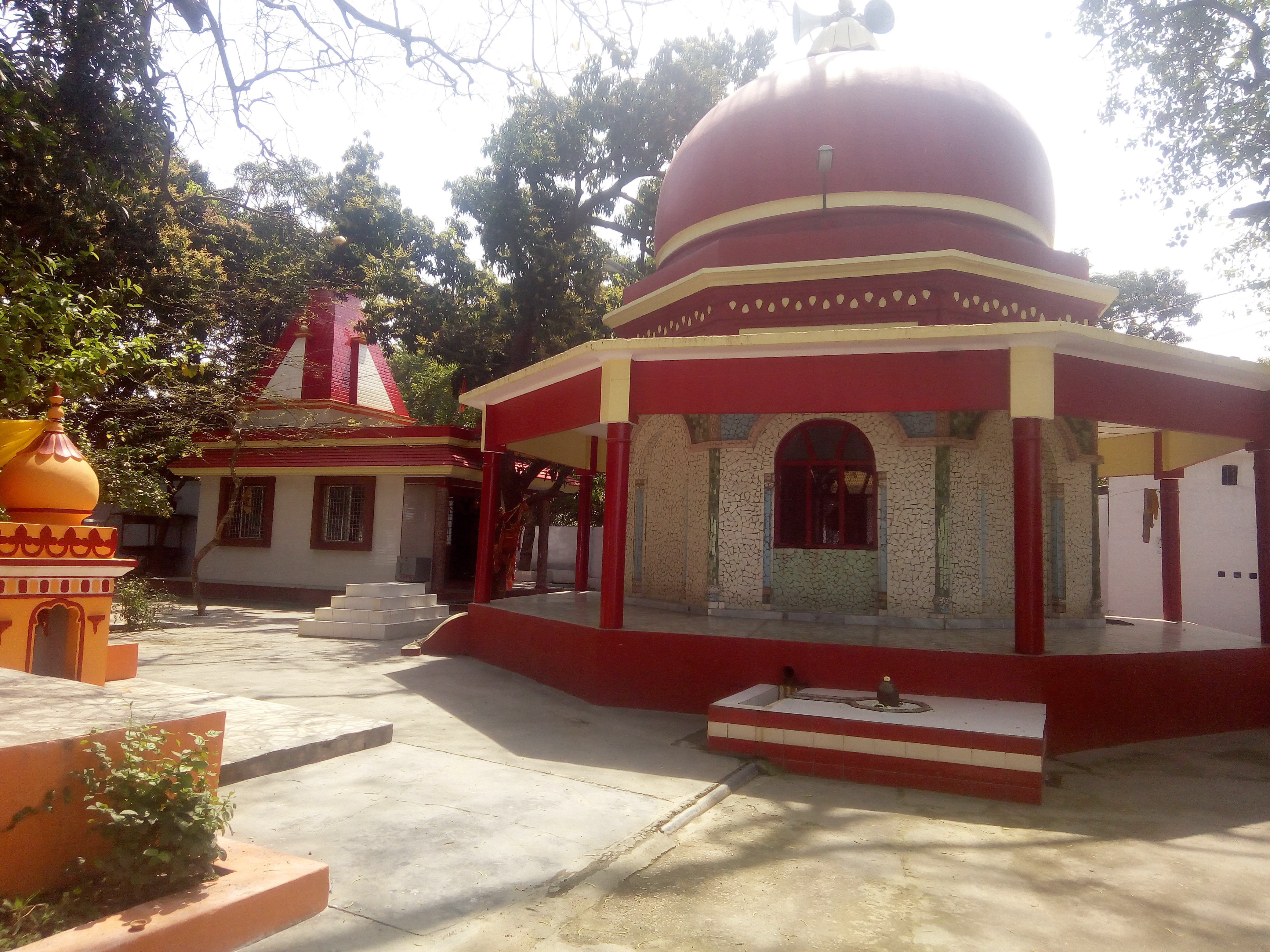
Mankameshwar Mahadev-Tempel

Das Gebiet des Distrikts kam im Jahr 1801 mit der Abtretung von Rohilkhand durch den Nwab von Avadh (Oudh) unter die Herrschaft der Britischen Ostindien-Kompanie. Zunächst gehörte es zum Distrikt Bareilly. Im November 1879 wurde es als eigener Distrikt organisiert, der ab 1902 zu den United Provinces of Agra and Oudh gehörte. Aus dieser Provinz entstand nach der indischen Unabhängigkeit 1947 der Bundesstaat Uttar Pradesh. Die Grenzen des Distrikts blieben seit 1879 weitgehend konstant. Die Grenze zu Nepal wurde durch eine britisch-nepalesische Kommission im Jahr 1916 neu festgelegt. Dabei kamen 1361,76 km² zu Nepal im Austausch gegen 2087,52 km², die zum Distrikt Pilibhit kamen. Im Jahr 1953 wurde ein Dorf von 4,7 km² an den Distrikt Nainital abgetreten.
Zwischen 2001 und 2011 gewann der Distrikt Pilibhit 94 Dörfer des Distrikts Shajahanpur hinzu. Die Distriktfläche vergrößerte sich dadurch von 3499 km² (2001) auf 3686 km² (2011).

## Bevölkerung
Die Einwohnerzahl lag bei der Volkszählung 2011 bei 2.031.007. Die Bevölkerungswachstumsrate im Zeitraum von 2001 bis 2011 betrug 23,45 % und war damit sehr hoch. Pilibhit hatte ein Geschlechterverhältnis von 895 Frauen pro 1000 Männer und eine Alphabetisierungsrate von 61,47 % im Jahr 2011, eine Steigerung um fast zwölf Prozentpunkte gegenüber dem Jahr 2001. Etwa 71 % der Bevölkerung waren Hindus, und 24 % Muslime. Sikhs hatten einen Anteil von ca. 4 % an der Gesamtbevölkerung. Aufgrund der relativ hohen Sikh-Bevölkerung im Distrikt ist er auch als „kleiner Punjab“ bekannt, da nach der Teilung Indiens 1947 eine große Anzahl von Sikhs aus Pakistan und dem Punjab in dieses Gebiet kam und sich hier ansiedelte. Der Bezirk Pilibhit ist auch die Heimat von Tausenden Bengalen, die nach 1947 hierher kamen.
Die Urbanisierungsrate des Distrikts betrug im Jahr 2011 ca. 17,3 %. Größte Agglomeration ist Pilibhit mit 156.263 Einwohnern.

## Administration
Der Distrikt gehört zur Division Bareilly und ist in fünf Tehsils (Pilibhit, Bisalpur, Puranur, Kalinagar, Amaria), sieben Blocks (Amaria, Marauri,	Lalaurikhera, Barkhera, Bilsanda, Bisalpur, Puranpur), 14 Thana und neun Town Areas / Municipal boards untergliedert. Der Distrikt besteht aus 139 Wards, 1440 Dörfern und 721 Gram Panchayats.

## Landwirtschaft
Aufgrund der relativen Trockenheit über den größten Teil des Jahres, wird die Landwirtschaft ganz überwiegend als Bewässerungsfeldwirtschaft betrieben (231.439 von 239.014 ha). Die Bewässerung geschicht zu etwa 80 % über kleine Brunnen und zu knapp 20 % über Kanäle. Wichtigste Kharif-Feldfrüchte (alle Zahlen aus dem Jahr 2008/2009) sind Reis (154.810 ha) und Sesam (1.307 ha), und die wichtigsten Rabi-Feldfrüchte sind Weizen (155.015 ha), Zuckerrohr (52.083 ha) und Rübsaat (Toria) (13.995 ha).
Aus dem Distrikt stammt die Zebu-Rinderrasse Ponwar, die ihren Namen nach einer hiesigen Örtlichkeit erhalten hat.

## Pilibhit-Tigerreservat

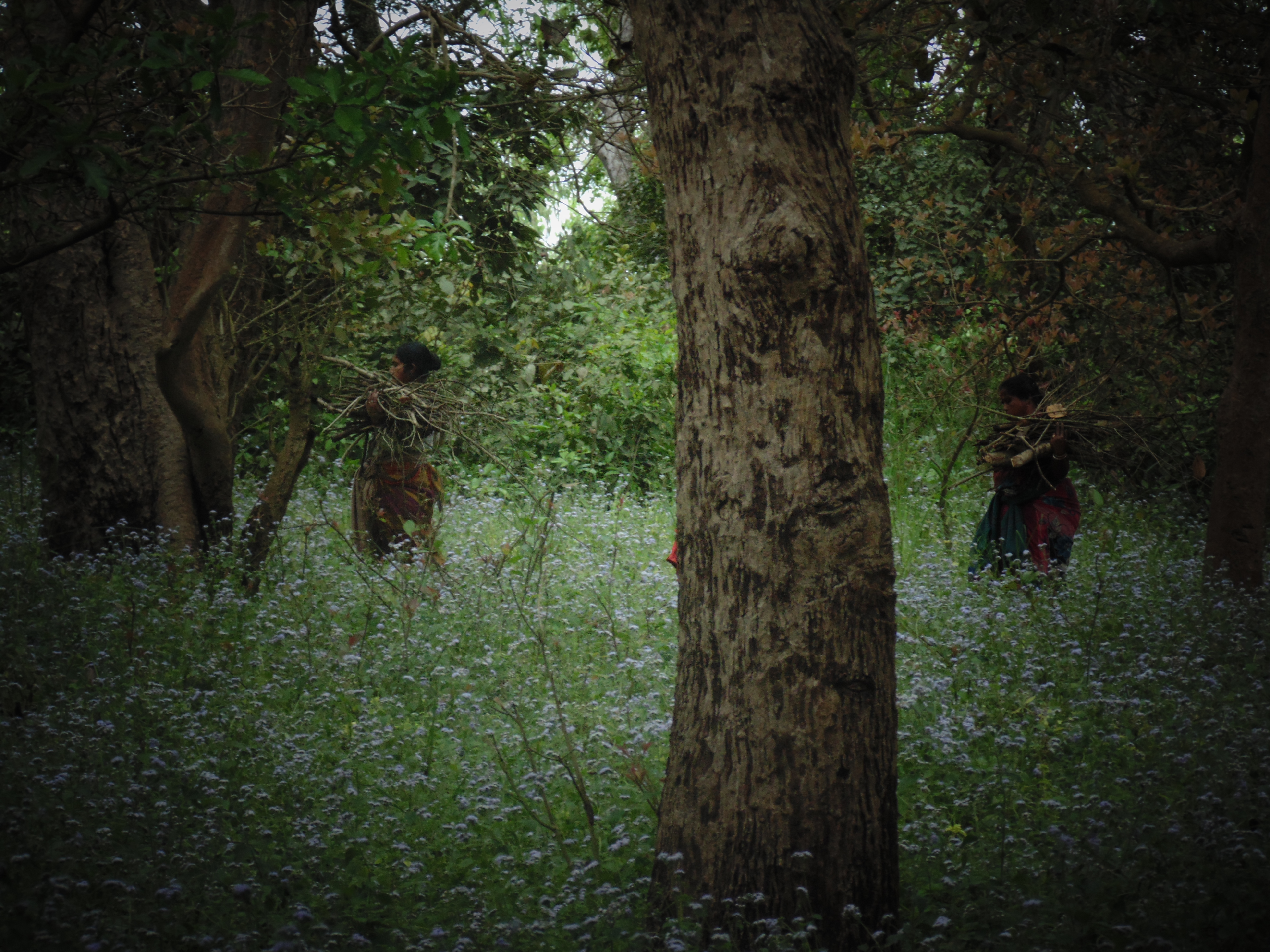
Wald im Tigerreservat

Seit September 2008 gibt es im Distrikt ein Tigerreservat (Pilibhit Tiger Reserve), das sich auch in den Nachbardistrikt Shahjahanpur erstreckt. Im November 2020 wurden 65 Tiger gezählt. Das Reservat umfasst eine Kernzone von 602,8 km² und eine Pufferzone von 127,5 km² (zusammen 730,2 km²).